# Pixel (smartphone)
Pour les articles homonymes, voir Pixels (homonymie).
Le Pixel et le Pixel XL (nom de code : Sailfish et Marlin respectivement) sont deux modèles de smartphones de la marque Google, fabriqués par le constructeur taïwanais HTC et sortis le 20 octobre 2016. Il s'agit des deux premiers modèles de la gamme Google Pixel, qui prend la suite des Google Nexus. Ces appareils n'ont pas été commercialisés en France.
Peu après leur sortie, des utilisateurs notent des problèmes de distorsion de son lorsque le volume est augmenté. Une mise à jour corrige ce bug en février 2017.

## Histoire
Google dévoile les premiers smartphones Pixel le 4 octobre 2016 lors de la conférence #MadeByGoogle. La commercialisation débute le 20 octobre suivant, et cesse en avril 2018.

## Caractéristiques
Ils sont dotés d'un écran de 5 pouces pour le Pixel et de 5,5 pouces pour le Pixel XL et sont équipés du SoC Qualcomm Snapdragon 821. 
Ils fonctionnent sous Android Nougat 7.1 à leur sortie puis peuvent, par mises à jour successives, bénéficier des versions suivantes, jusqu'à Android 10. Les possesseurs d'un Pixel ou Pixel XL disposent d'un stockage en ligne illimité sur Google Photos. 

## Réalité virtuelle
Les Pixel et Pixel XL sont tous les deux compatibles avec le casque de réalité virtuelle de Google, le Daydream View.